# ولادیمیرر زابرودسکی
ولادیمیرر زابرودسکی (چکی: Vladimír Zábrodský؛ ۷ مارس ۱۹۲۳ – ۲۰ مارس ۲۰۲۰) تنیس‌باز و بازیکن هاکی روی یخ اهل چکسلواکی بود.